# Громадянська війна в Іраку
Громадянська війна в Іраку триває з моменту виведення американських військ в грудні 2011 року. Іракські повстанські угруповання розгорнули збройну боротьбу проти центрального уряду Іраку, розгорівся конфлікт між різними релігійними групами.
Після виведення американських військ зріс рівень насильства, групи бойовиків активізували свої дії проти шиїтської більшості населення з метою підриву довіри у шиїтів до уряду та його зусиллям, спрямованим на захист громадян власними силами, без безпосередньої американської участі.
27 листопада 2017 року Ісламська Держава втратила останній оплот в Іраку — місто Рава. 9 грудня того ж року уряд Іраку проголосив про повне звільнення території країни від бойовиків.

## Гуманітарна підтримка
- Вірменія[5]
- Австралія[6]
- Австрія[7][8]
- Бельгія[9]
- Канада[10]
- Данія[11]
- Естонія[12]
- Фінляндія[13]
- Франція[14]
- Німеччина[15]
- Угорщина[16]
- Ірландія[17]
- Італія[18]
- Люксембург[19]
- Нідерланди[20]
- Норвегія[21]
- Польща[16][22]
- Португалія[23]
- Словаччина[24]
- Іспанія[8]
- Швеція[8]
- Швейцарія[25]
- Туреччина[26]
- ОАЕ[27]
- Велика Британія[28]